# Fantasies
Fantasies è il quarto album in studio del gruppo musicale canadese Metric, pubblicato il 7 aprile 2009.

## Tracce
1. Help I'm Alive – 4:48
2. Sick Muse – 4:20
3. Satellite Mind – 3:45
4. Twilight Galaxy – 4:55
5. Gold Guns Girls – 4:08
6. Gimme Sympathy – 3:56
7. Collect Call – 4:48
8. Front Row – 3:37
9. Blindness – 4:29
10. Stadium Love – 4:15

## Formazione
- Emily Haines - voce, chitarra elettrica, sintetizzatore
- James Shaw - chitarra elettrica, theremin
- Josh Winstead - basso
- Joules Scott-Key - batteria, percussioni

## Singoli
- Help I'm Alive
- Front Row
- Gimme Sympathy
- Sick Muse
- Gold Guns Girls